# ZiŁ
ZiŁ (ros. ЗиЛ, skrót od Завод имени Лихачёва; Zawod imieni Lichaczowa, pol. Zakłady imienia Lichaczowa) – radziecki, a następnie rosyjski producent samochodów ciężarowych, autobusów oraz samochodów luksusowych i opancerzonych dla dygnitarzy.

## Historia

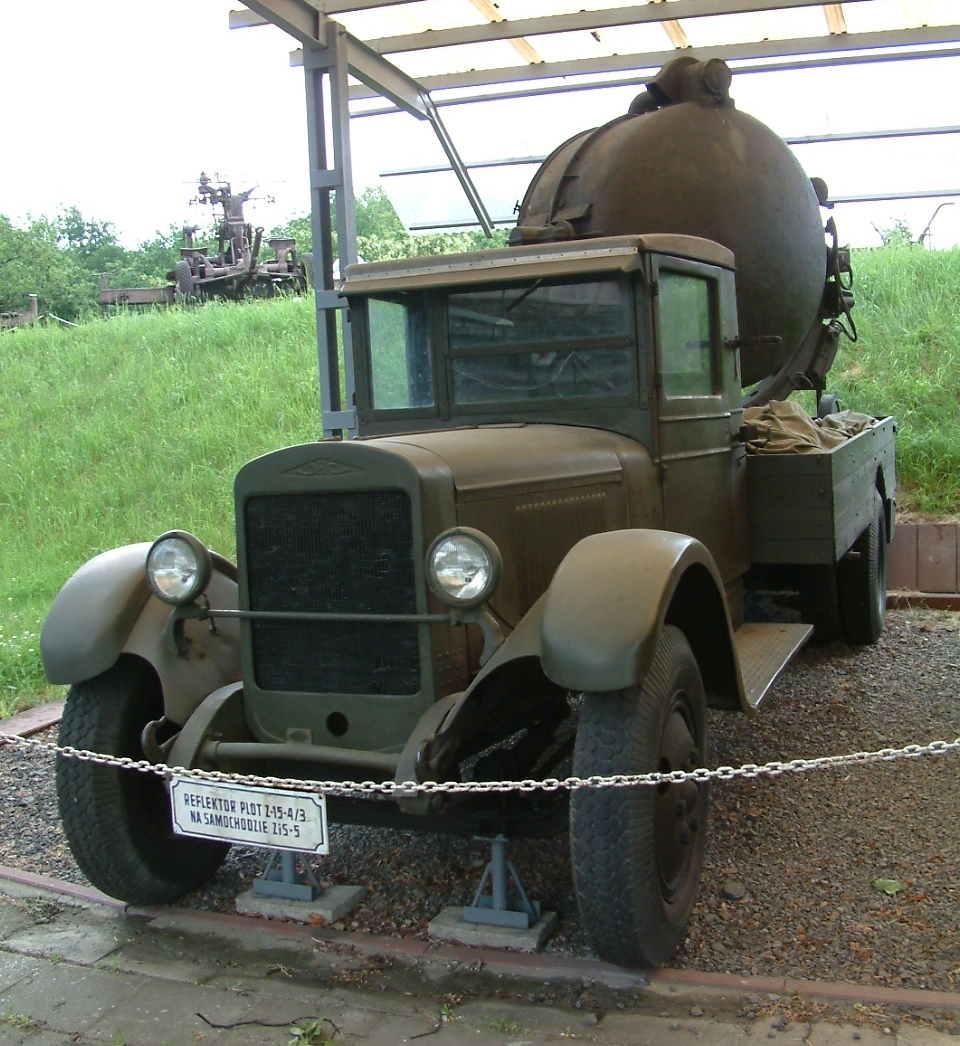
ZiS-5, Muzeum Uzbrojenia w Poznaniu

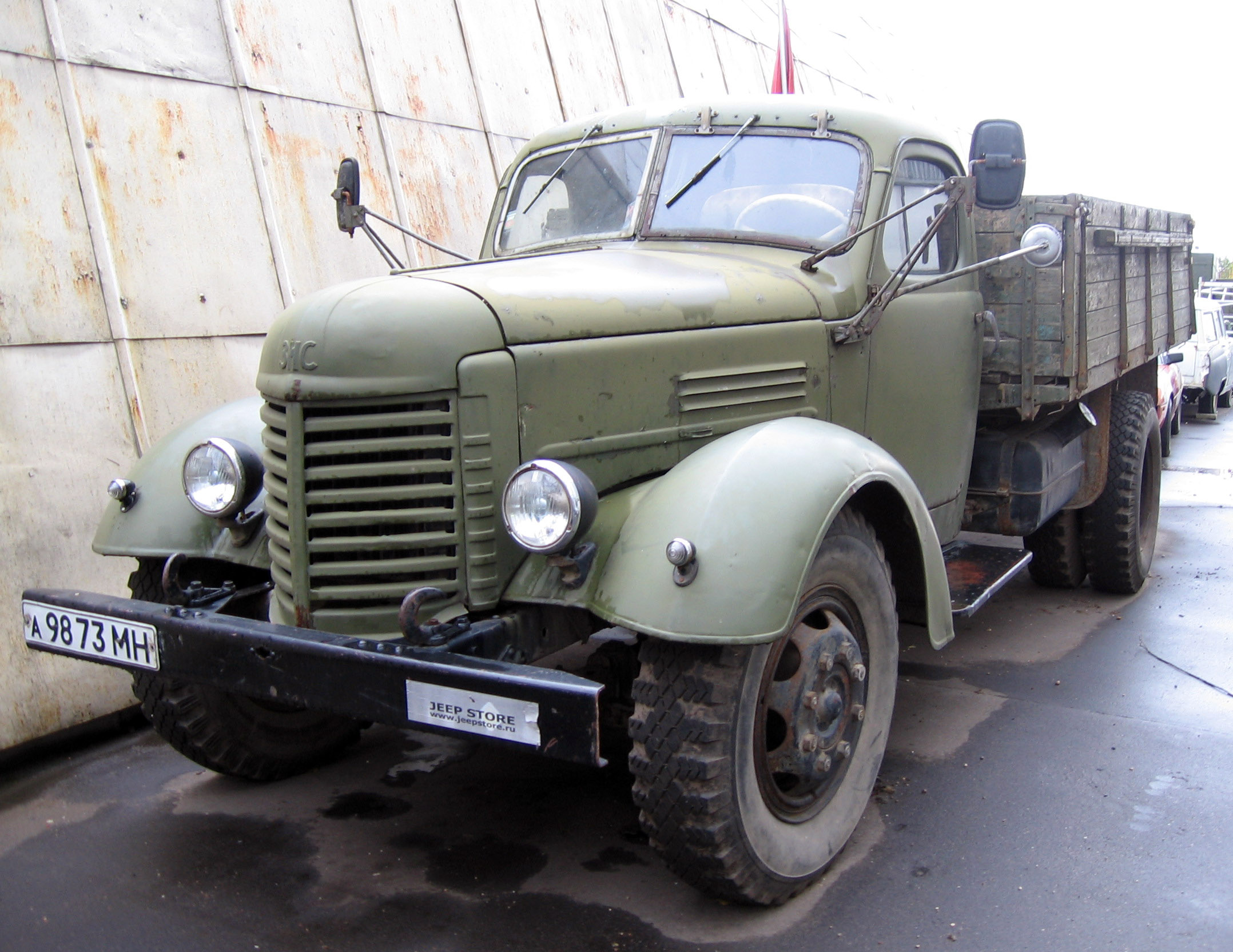
ZiS-150

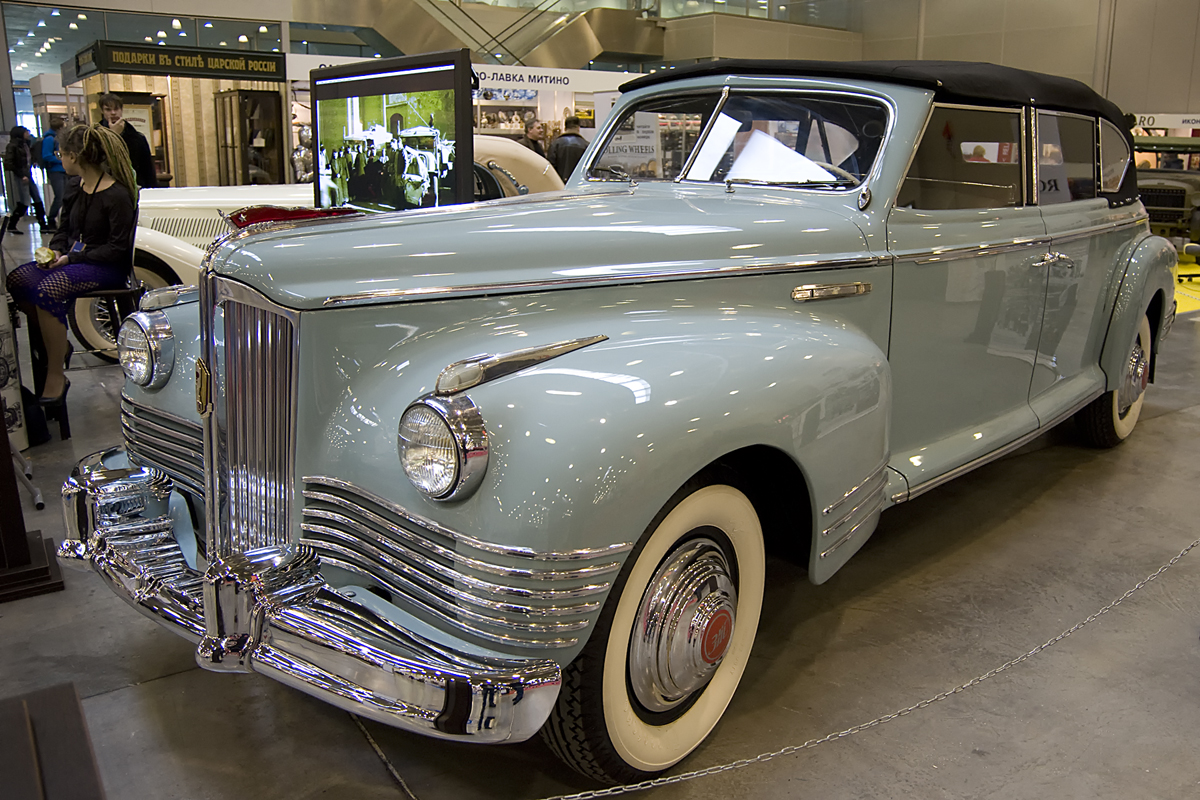
ZiS-110

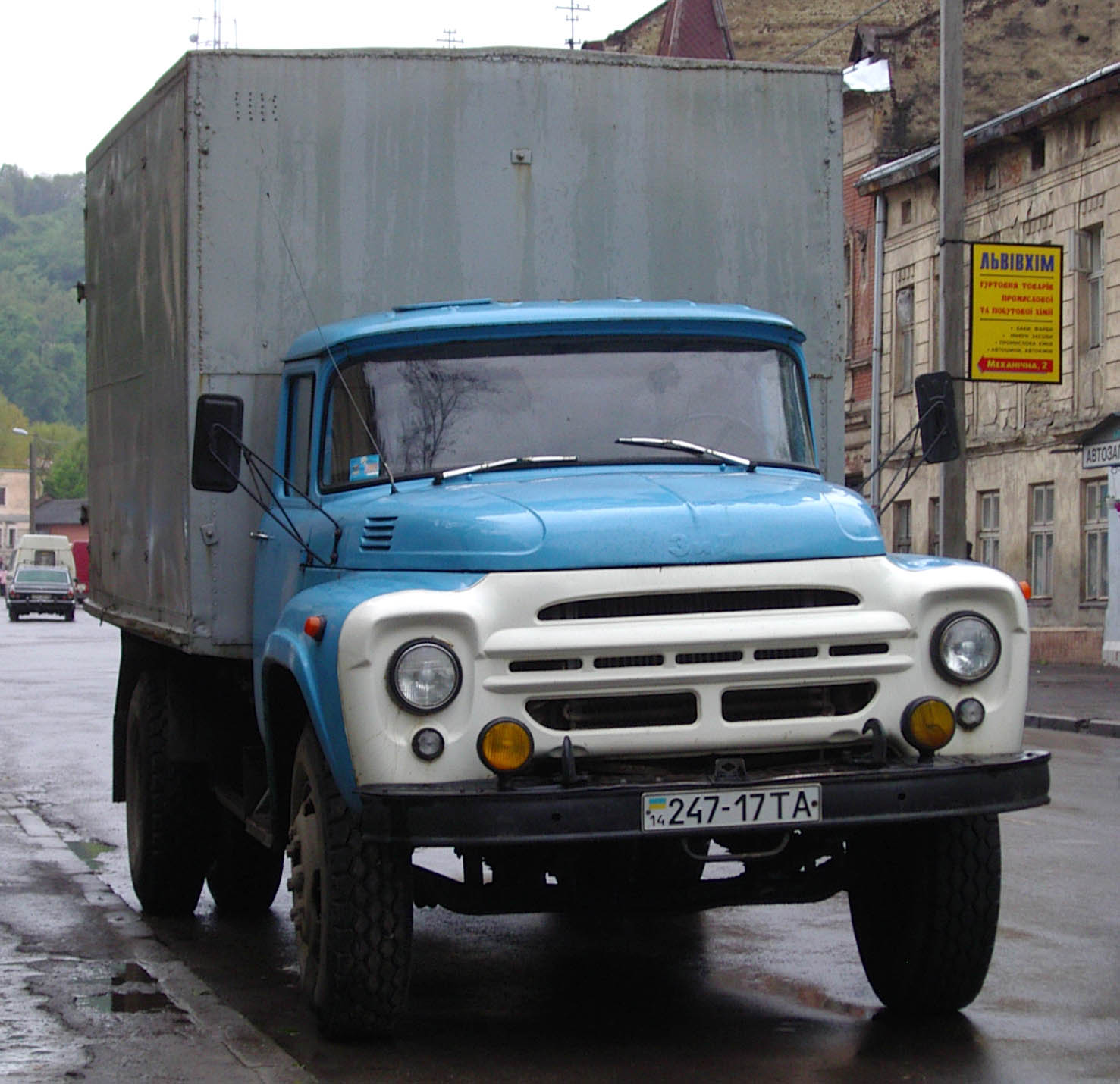
ZiŁ-130

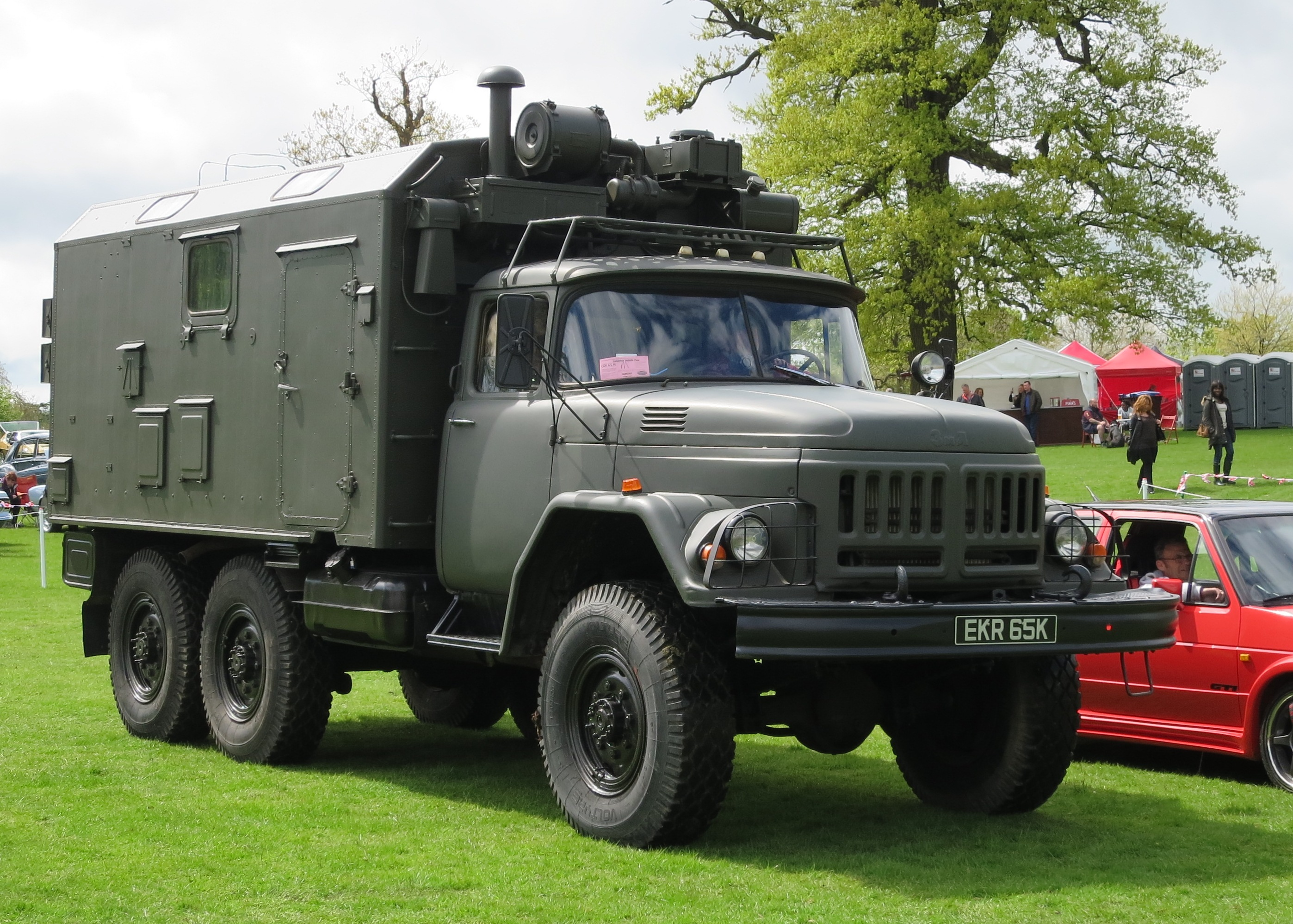
ZiŁ-131

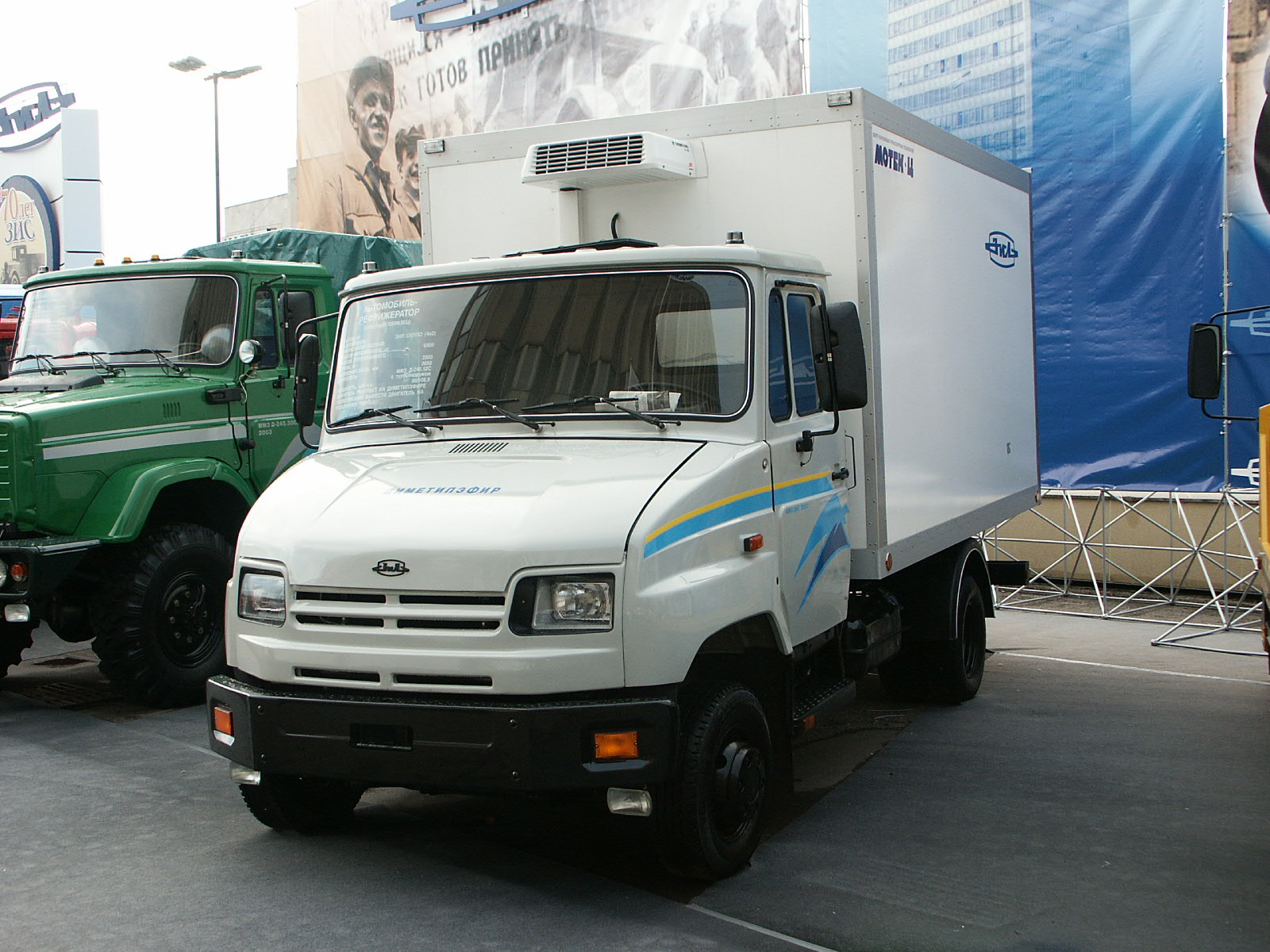
ZiŁ-5301

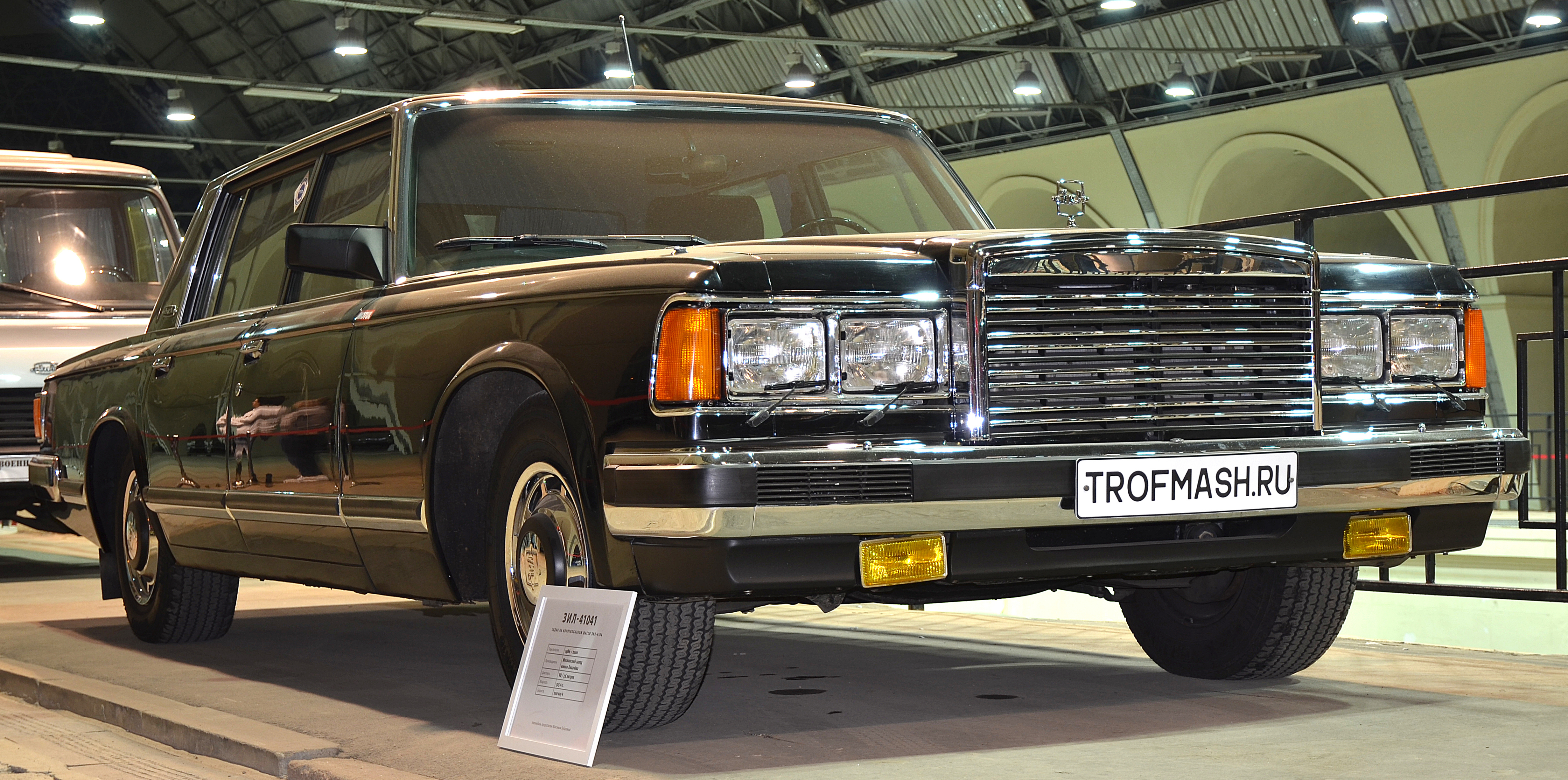
Limuzyna ZiŁ-41041

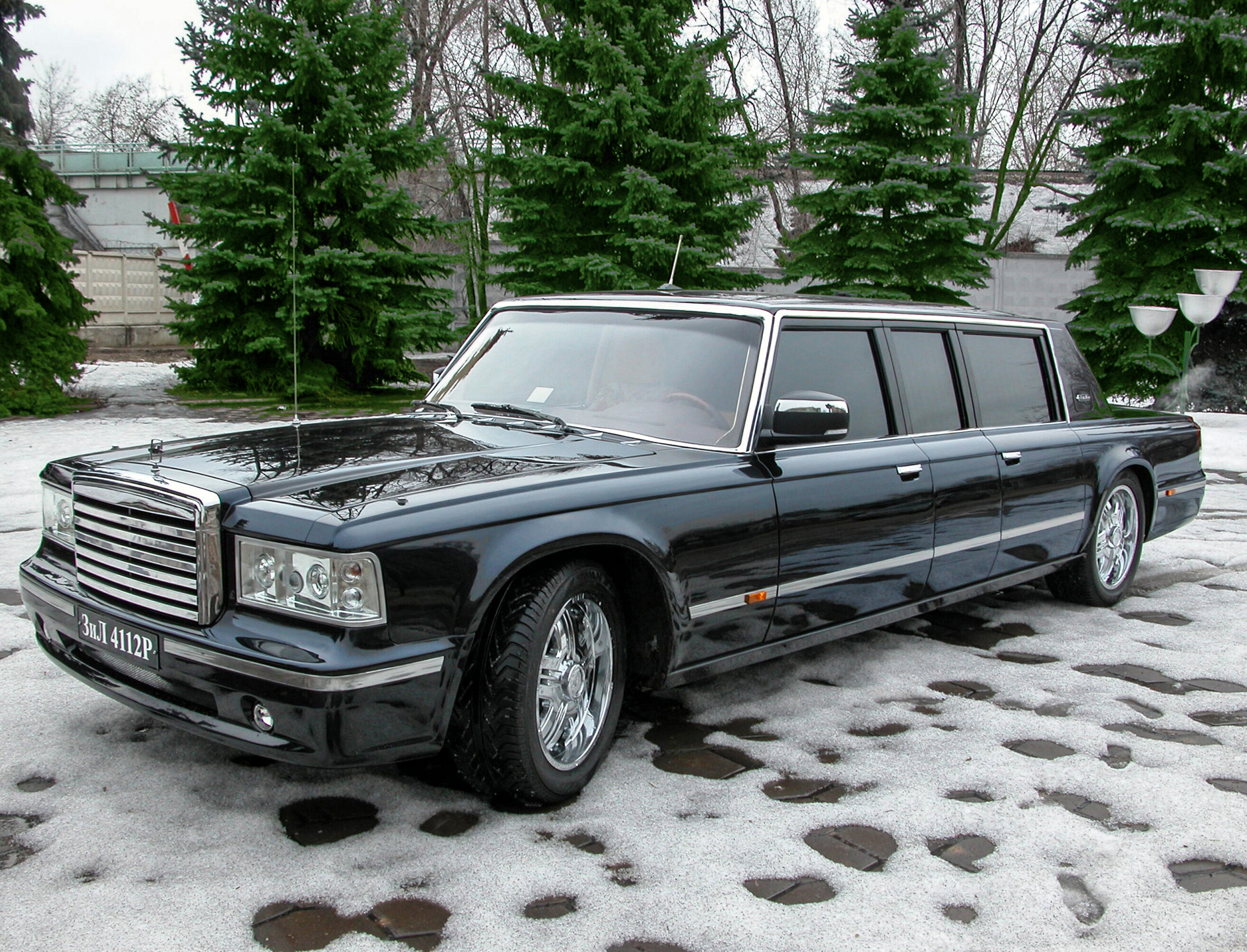
ZiŁ-4112R

Zakłady powstały w 1916 roku jako Awtomobilnoje Moskowskoje Obczestwo (AMO, pol. Moskiewskie Towarzystwo Samochodowe), była to jedna z pierwszych wytwórni samochodowych w Rosji. W 1933 roku nazwę zakładów zmieniono na Zawod imieni Stalina (ZiS, pol. Zakłady imienia Stalina), natomiast w 1956 roku ponownie, tym razem na Zawod imieni Lichaczowa (ZiŁ).
Zakłady AMO/ZiS/ZiŁ były jednym z największych producentów samochodów ciężarowych i sprzętu wojskowego w Związku Radzieckim. Obok produkcji podstawowej począwszy od 1936 roku w specjalnie utworzonym dziale samochodów osobowych rozpoczęto małoseryjny montaż pojazdów o charakterze reprezentacyjnym.
Limuzyny ZiS 101/101A budowane były wyłącznie na potrzeby aparatu partyjnego i państwowego i nie były dostępne w sprzedaży. Większość limuzyn malowana była na oficjalny czarny kolor, ewentualnie srebrny lub granatowy – inne kolory stosowano wyjątkowo.
W okresie II wojny światowej zaprzestano produkcji samochodów osobowych – całą moc wytwórczą zakładów przestawiono na produkcję zbrojeniową.
W czasie sześciu lat wyprodukowano ogółem 8752 sztuk samochodu ZiS 101 (łącznie z kabrioletem nazwanym ZiS 102).
W 1939 roku na bazie modelu 101/102 skonstruowano wersję sportową – dwumiejscowy, dwudrzwiowy kabriolet o nazwie 101A Sport. Samochód wyposażony w mocniejszą wersję silnika o pojemności 5766 cm³ (110 KM) osiągał prędkość maksymalną 162 km/h. Powstał zaledwie jeden egzemplarz tego pojazdu i nigdy nie doczekał się on produkcji na niewielką choćby skalę.
Najsłynniejszym produktem wytwarzanym pod marką ZiS była trzytonowa ciężarówka ZiS-5. Powstała na bazie produkowanej wcześniej AMO-3, wyposażona w silnik benzynowy o pojemności 5555 cm³ i mocy 73-76 KM przy 2400 obr./min. Dzięki swej prostej konstrukcji i niezłym osiągom szybko stała się najliczniej produkowanym samochodem ciężarowym w ZSRR. Tylko w Armii Czerwonej służyło przed II wojną ponad 100 tys. sztuk. Na bazie ZiS 5 budowano trzyosiowe samochody ZiS-6, półgąsienicowe ZiS-33, ZiS-35, ZiS-42, autobusu ZiS-12. Podwozie ZiS-5 i ZiS-6 posłużyło jako baza do budowy pierwszej wersji słynnych wyrzutni rakietowych BM-13 Katiusza. Ostatnia wersja rozwojowa tego samochodu pod nazwą UralZiS produkowana była aż do końca lat 50.
Po śmierci Stalina zakłady ZiS zmieniły nazwę na ZiŁ na cześć dawnego dyrektora ZiS – Iwana Lichaczowa. W 1959 roku po wykonaniu kilku prototypów powstał ZiŁ-111. ZiŁ-111 był ewidentną kopią samochodów amerykańskich, tak samo pod względem stylistycznym, jak i technicznym. ZiŁa-111 wyposażono w sześciolitrowy, ośmiocylindrowy, widlasty silnik o mocy 200 KM sprzężony z automatyczną skrzynią biegów.
W latach 60. chciano stworzyć drugą generację ZiŁ-a 111. Pod uwagę brano wersje zarówno sedan, ale także kabriolet. W 1960 roku, kiedy Dwight D. Eisenhower przybył do ZSRR, Sowieci stworzyli samochód specjalnie na tę paradę, a zaprojektował je E. Mołczanow. W 1964 r. Mołczanow zaprojektował luksusowy minibus (ZiŁ Start), który nie wyszedł jednak poza fazę projektów.
Sowieci chcąc spełnić swoje wyścigowe ambicje stworzyli w 1958 roku ZiŁa 112/4, wyglądającego z tyłu jak spłaszczony Cadillac. Nie było to dobre rozwiązanie, toteż w 1962 roku powstał ZiŁ-412S z silnikiem o mocy 230 KM, który rozpędzał bolid do 260 km/h.
Pod koniec lat 60. ZiŁ wrócił do kopiowania amerykańskich technologii i tak powstały ZiŁy 114, 115 i 117. Produkowane one były w latach 1967–1971 i różniły się od siebie tylko rozstawem osi i liczbą siedzeń (od 5 do 7). Silniki miały pojemność siedmiu litrów i osiągały ponad 300 KM mocy. Modele 115 i 117 produkowano do 1985 roku. W tym samym czasie zakłady ZiŁ skonstruowały mały, luksusowy autobus – ZiŁ-119, który chętnie był używany przez radzieckie delegacje.
W czasach pieriestrojki w 1985 roku do produkcji weszły modele ZiŁ 41041 i ZiŁ-41047, które różniły się od siebie rozstawem osi i liczbą siedzeń. Napędzał je potężny, ośmiocylindrowy silnik widlasty o pojemności 7,7 l oraz mocy 300 KM. Powstały także wersje na specjalne okazje jak karawan pogrzebowy ZiŁ 41047 Solemn czy ZiŁ 41041 z nadwoziem typu kabriolet, który był używany przez Michaiła Gorbaczowa. ZiŁ 41041 został restylizowany w 1990 roku.
W 1988 roku ZiŁ opracował nowy model – ZiŁ-4102 na tej samej bazie technicznej, jednak z napędem na przednią oś, co było swoistą rewolucją w radzieckiej motoryzacji. Pozostał on tylko w fazie prototypu, gdyż władza zaprzestała finansowania projektu.

## Teraźniejszość i przyszłość
Teoretycznie nie ma dzisiejszych modeli, gdyż obecna wersja ZiŁa 41041 wygląda niemal identycznie jak ta z lat 90. Model ten jednak produkowany jest w liczbie kilku sztuk rocznie.
Ponieważ ZiŁ-41041 jest już konstrukcją przestarzałą, a rosyjska władza powszechnie używa samochodów BMW i Mercedes-Benz, nie mogło obyć się bez nowego projektu. ZiŁ-4112 bazujący jeszcze po części na starej wersji posiada silnik o mocy ponad 400 KM i waży ok. 5 ton. Dotychczas wykonano tylko jeden prototyp. Planuje się wytwarzanie od ośmiu do dziesięciu sztuk rocznie w wersjach sedan, kabriolet i landaulet.
Fabryka przerwała swoją działalność w 2013 roku, a tereny zakładu są wyburzane. Planuje się jednak odbudować fabrykę.

## Modele
- ZiŁ-151 (wcześniej ZiS-151)
- ZiŁ-157
- ZiŁ-164
- ZiŁ-130
- ZiŁ-131
- ZiŁ-133
- ZiŁ-4331
- ZiŁ-5423
- ZiŁ-114
- ZiŁ-115
- ZiŁ-117
- ZiŁ-485
- ZiŁ-41041
- ZiŁ-41047